# Delta (delstat)
 For alternative betydninger, se Delta. (Se også artikler, som begynder med Delta)
Delta er en delstat i den vestlige del af Nigerdeltaet i det sydlige  Nigeria, ved Beninbugten. Delstaten blev oprettet i 1991 af den sydlige del af delstaten Bendel. Den nordlige del blev lagt til Edo. 
Hovederhverv er fiskeri land- og skovbrug. Her avles yams, maniok, ris og majs til lokal brug, og de vigtigste handelsprodukter er palmeolie og palmekærner. Der  udvindes olie både på land og ud for kysten, og der går en olieledning fra Beninbugten til Warri, der er delstatens største by. Industrien omfatter blandt andet glas-, tekstil-, plast- og gummiindustri, samt bådbyggeri, savværk og olieraffinering . En bro over Nigerfloden går fra Asaba til Onitsha.

## Inddeling
Delstaten er inddelt i 25 Local Government Areas med navnene: Aniocha North, Aniocha South, Bomadi, Burutu, Ethiope East, Ethiope West, Ika North, Ika South, Isoko North, Isoko South, Ndokwa East, Ndokwa West, Okpe, Oshimili North, Oshimili South, Patani, Sapele, Udu, Ughelli North, Ughelli South, Ukwuani, Uvwie, Warri North, Warri South og Warri South-West.

## Eksterne kilder og henvisninger
1. ↑  Delta Arkiveret 14. marts 2016 hos  Wayback Machine i Store norske leksikon. Hentet 2012-03-18

- Delstatens officielle website Arkiveret 25. marts 2012 hos  Wayback Machine

5°30′N 6°0′Ø / 5.500°N 6.000°Ø